# St. Martini (Altendorf)

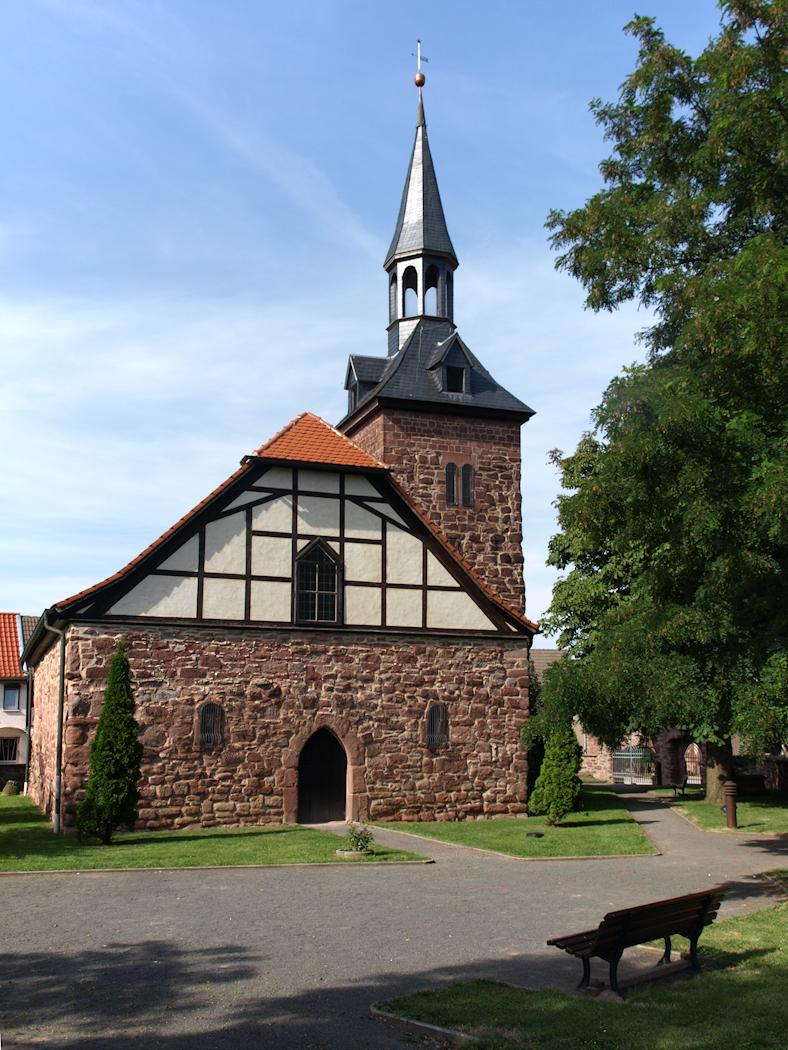
St. Martini

Die evangelische Dorfkirche St. Martini steht im Ortsteil Altendorf der Stadt Kelbra im Landkreis Mansfeld-Südharz in Sachsen-Anhalt.

## Geschichte
Die Kirche des ehemaligen Dorfes Altendorf wurde vermutlich im 11. Jahrhundert als romanische Wehrkirche erbaut. Sie soll eine der ältesten Kirchen des Kyffhäuserumlandes sein. Die Kirche wurde 1093 erstmals erwähnt und 1251 erstmals in einer Urkunde genannt. Frühromanische Reste beweisen das Alter. 1357 und auch noch später wurde das Gotteshaus entsprechend veränderter Bedingungen wesentlich umgebaut. Am 8. Juli 1357 weihte Bischof Albertus den Altar der Martinikirche ein.
1745 wurde bei der Verlegung des Altars ein mit Elfenbein ausgelegtes Kästchen gefunden, auf dem vom Umbau des Altars von 1357 berichtet wurde. Weitere Funde wurden noch geborgen.

## Architektur
Der Kirchturm besitzt ein Pyramidendach mit je einer Turmuhr. Die offene Laterne ist achteckig. Auf der Laterne befindet sich ein Spitzhelm. Im Turm befindet sich ein Kreuzgewölbe mit romanischen Rundbogenfenstern. Ähnliche, aber vermauerte Fenster, besitzt das Langhaus auf der Westseite. Auf der Südseite sind kleine Spitzbogenfenster eingelassen.
Der wohl älteste Taufstein im Kyffhäusergebiet ist kelchförmig.

## Glocken
Früher besaß die Kirche zwei Glocken. Die große wurde in Nordhausen gegossen. Die unbezeichnete kleine war die Ältere. Beide Glocken wurden im Ersten Weltkrieg eingeschmolzen. Als Ersatz wurden nach dem Krieg Stahlglocken geliefert, deren Klang aber gut war.

## Friedhof
Der Altendorfer Friedhof wurde 1867 erweitert.